# Nikita Von James
Nikita Von James (Smolensk, 11 aprile 1977) è un'ex attrice pornografica russa.

## Biografia
Nikita Von James è nata nell'aprile 1977 a Smolensk, città della Russia occidentale. Durante la sua infanzia ha praticato danza classica, ginnastica artistica, tennis e pallacanestro. Ha intrapreso la carriera di attrice pornografica nel 2009, all'età di 32 anni e, prima di entrare nel cinema pornografico, ha lavorato in uno strip club. Come molte altre attrici che hanno iniziato a lavorare nel settore dopo i trent'anni, Nikita Von James, grazie al suo fisico e al suo ampio seno, è stata etichettata come attrice MILF. Molti dei suoi film hanno trattato questo tema, oltre a MILF lesbiche oppure con degli uomini più giovani.
Nel 2015, Nikita Von James è stata nominata Artista MILF dell'anno agli AVN Awards e agli XBIZ Awards. Si è ritirata nel 2021, dopo aver girato oltre 270 film.

## Filmografia
- Diary of a Horny Housewife (2009)
- Without Restraint (2009)
- Just You And Me (2010)
- Milf On Milf Sex (2011)
- Mr. Big Dicks Hot Chicks 6 (2011)
- Cougars Crave Young Cock (2012)
- Me, Myself and I (2012)
- Women Tribbing Teens (2012)
- Big Wet Breasts (2013)
- Mommy Got Boobs 17 (2013)
- Titterific 24 (2013)
- Titty Creampies 5 (2013)
- MILF Banged (2014)
- My First Sex Teacher 41 (2014)
- Super Racks (2014)
- Cougar and Kitten Tales (2015)
- My First Sex Teacher 45 (2015)
- I Dream Of Pussy (2016)
- Sisterhood 2 (2016)
- Big Tits (2017)
- Seduced by a Cougar 45 (2017)
- Blonde Lesbian Love 2 (2018)
- Horny and All Alone 4 (2019)
- Bad Busty MILFs (2020)
- Big Boobs Is My Weakness (2021)